# زكريا ديالو
زكريا ديالو (13 أغسطس 1986 في فرنسا - ) (بالفرنسية: Zakaria Diallo) هو لاعب كرة قدم سنغالي وفرنسي في مركز الدفاع. لعب مع نادي أجاكسيو ونادي بوفيه ونادي ديجون ونادي رويال شارلروا ونادي لوهافر.

## وصلات خارجية
- زكريا ديالو على موقع الدوري الأمريكي (الإنجليزية)
- زكريا ديالو على موقع قاعدة بيانات كرة القدم.إي يو (الإنجليزية)
- زكريا ديالو على موقع Soccerway.com (الإنجليزية)
- زكريا ديالو على موقع عالم كرة القدم.نت (الإنجليزية)